# Bahu (Einheit)
Bahu, auch Bouw, war ein Flächenmaß in Banca, Batavia, Makassar, Semarang und Surabaya.
- 1 Bahu = 70,965 Ar
- 4 Bahu = 1 Djong/Dschung = 28.386 Quadratmeter[2]